# Hervé de Broc
Pour les articles homonymes, voir de Broc.
Hervé Armand Charles, marquis de Broc, né le 24 janvier 1848 à Paris et mort le 28 juin 1916 au château des Feugerets (La Chapelle-Souëf, Orne), est un historien, romancier et poète français. Il a obtenu le grand prix Gobert en 1890 pour son ouvrage La France sous l’ancien régime.

## Publications
- Les femmes auteurs, trois femmes poètes (1911)
- Recherches sur Vernoil-le-Fourrier, ses fondateurs et leurs familles (1910)
- Les Livres d'heures au moyen-âge et au XVIe siècle	(1908)
- Monologues : En automobile ; Une conférence ; Député ; Ma candidature à l'Académie ; Pêche à la ligne ; la Journée d'une Parisienne ; Aux bains de mer	(1907)
- La Reine de Navarre Marguerite de Valois, soeur de François 1er (1906)
- Paysages poétiques et littéraires (1904)
- L'existence d'un gentilhomme en province à la fin du XVIIIe siècle	(1904)
- Le style épistolaire, Cicéron, Pline le Jeune, saint François de Sales, Balzac, Voiture, madame de Sévigné, madame de Maintenon, Madame Du Deffand, Voltaire (1901)
- L'Histoire de l'année (1900)
- Visions fugitives (1900)
- La Fontaine moraliste (1896)
- La vie en France sous le premier Empire (1895)
- Le temps passé	(1893)
- Le comte Louis de Romanet de Beaune (1890)
- Au Coin du feu, histoires et nouvelles	(1886)
- Essai historique sur la noblesse de race (1877)
- Œuvres poétiques (1875)
- De la république et de la monarchie légitime (1871)